# Covaleda
Covaleda ist ein Ort und gleichzeitig das Zentrum einer zur bevölkerungsarmen Serranía Celtibérica gehörenden Gemeinde (municipio) mit 1.574 Einwohnern (Stand: 2024) in der spanischen Provinz Soria in der Autonomen Gemeinschaft Kastilien-León. Die Gemeinde gehört zum Bistum Osma-Soria.

## Lage
Ort und Gemeinde von Covaleda liegen ca. 10 km südlich des 2228 m hohen Pico de Urbión am Oberlauf des Duero in der kargen Berglandschaft im äußersten Nordwesten der Provinz Soria nahe den Grenzen zur Provinz Burgos und zur Region La Rioja in einer Höhe von ca. 1215 m. Die Provinzhauptstadt Soria befindet sich etwa 49 km (Fahrtstrecke) südöstlich. Das Klima ist rau, manchmal auch gemäßigt bis warm; Regen (ca. 625 mm/Jahr) fällt übers Jahr verteilt.

## Bevölkerungsentwicklung
| Jahr      | 1857 | 1900 | 1950  | 2000  | 2018  |
| Einwohner | 862  | 827  | 1.928 | 2.043 | 1.720 |

Covaleda ist einer von nur wenigen Bergorten der Provinz Soria mit wachsender bzw. annähernd gleichbleibender Einwohnerzahl.

## Wirtschaft
Covaleda liegt an der ehemaligen und auch heute noch genutzten Straße zwischen Soria und Burgos. Über die sonst übliche Selbstversorgungswirtschaft hinaus kamen folglich auch Waren und Gedanken in die Kleinstadt, in der sich Händler, Handwerker und Dienstleister niederließen. Heute spielt auch der Sommertourismus eine nicht unbedeutende Rolle für das Wirtschaftsleben der Gemeinde.

## Geschichte
In der Region finden sich bronzezeitliche sowie keltiberische Spuren. Römer, Westgoten und Mauren haben dagegen keine archäologisch verwertbaren Spuren hinterlassen. Die nachweisbare Geschichte des Ortes reicht bis ins Jahr 929, d. h. in die Zeit der Reconquista, zurück; im Jahr 1095 vermachten die kastilischen Grafen von Lara den Ort an das Kloster von San Millán de Lara. Während der ganzen Zeit besiedelten Christen aus dem Norden aber auch aus dem Süden (Mozaraber) der Iberischen Halbinsel die Region. Im Jahr 1923 zerstörte ein Großfeuer beinahe sämtliche Häuser des Ortes; sie wurden danach neu errichtet.

## Sehenswürdigkeiten
- Die Kirche San Quirico y Santa Julitta ist den hll. Quiricus und Julitta geweiht; es ist ein dreischiffiger Bau mit vorgelagertem Glockenturm (campanario). Der Eingang befindet sich auf der Südseite. Die drei gleichhohen Schiffe der Hallenkirche werden von gotischen Rippengewölben überspannt. Die Kirche bewahrt einen reich mit Rankenwerk verzierten romanischen Taufstein (pila bautismal) und mehrere barocke Schnitzaltäre (retablos).[4]

Umgebung

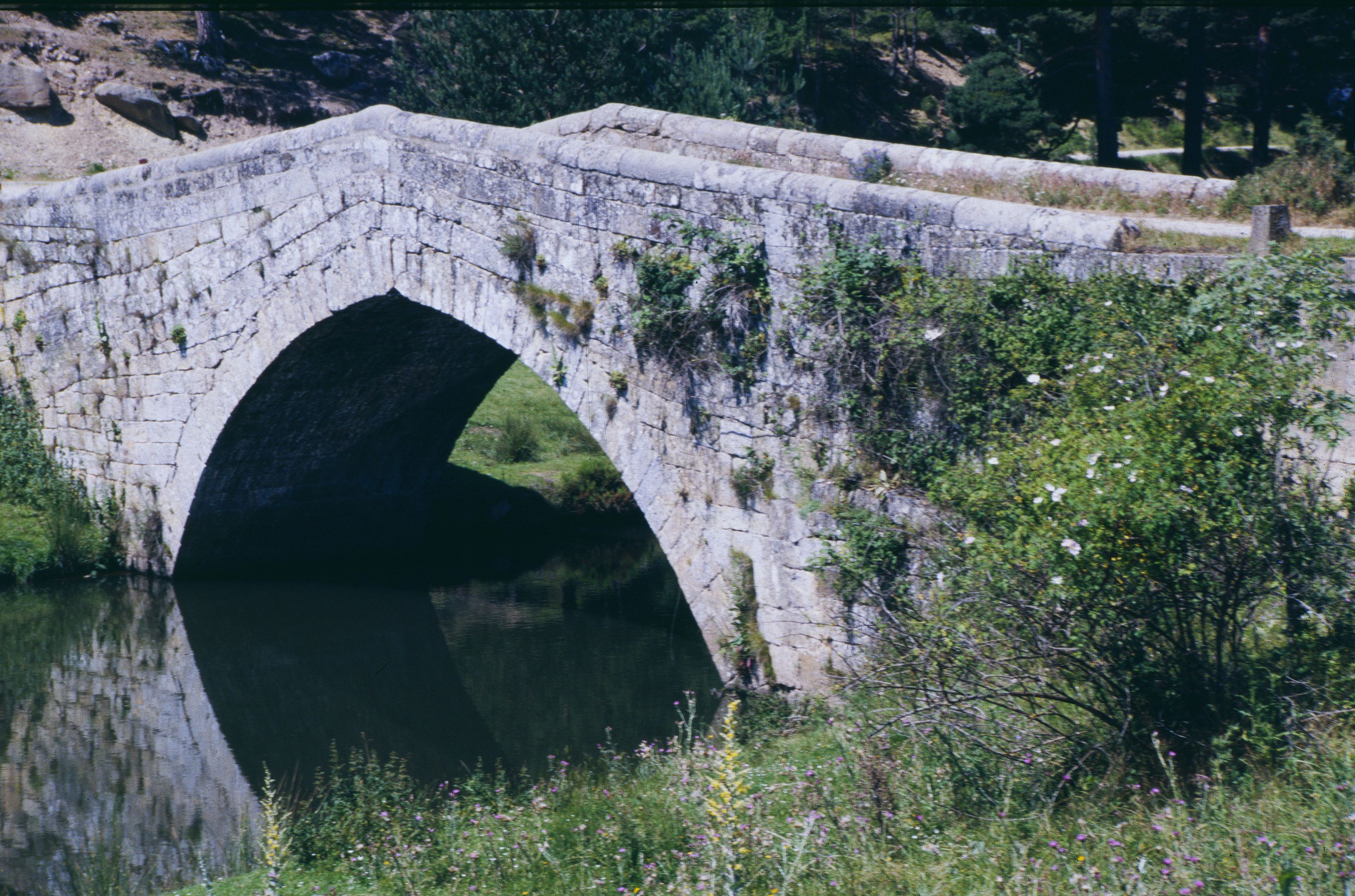
Covaleda – Puente de Soria

- Die im 19. Jahrhundert erbaute Ermita de San Cristóbal steht in den Feldern zu Füßen des Ortes.
- Circa eineinhalb Kilometer südöstlich des Ortes überquert eine aus Hausteinen gemauerte einbogige Brücke (Puente de Soria) den noch jungen Duero. Der ca. 11,50 m breite Brückenbogen ist im Scheitel leicht angespitzt, was auf einen mittelalterlichen Ursprung verweist; der heutige Zustand entspricht dem des 17. Jahrhunderts.
- Eine weitere Bogenbrücke (Puente de Santo Domingo) befindet sich flussaufwärts. Sie wird ins 12. Jahrhundert datiert, ist aber zu Beginn des 21. Jahrhunderts mit neuen Steinen restauriert worden.[5]
- Mehrere einfache Brücken aus jüngerer Zeit gehören ebenfalls zu den Sehenswürdigkeiten der Gemeinde.[6]